# سمانه خجسته
سمانه خجسته (زاده ۲۸ شهریور ۱۳۶۸) ووشوکار و کوراش‌کار اهل ایران است. وی علاوه بر چندین قهرمانی در کشور، در سال ۱۳۸۹ به اردوی تیم ملی ووشو دعوت شد. از افتخارات وی می‌توان به کسب ۵ مدال طلا و ۱ مدال نقره در مسابقات جهانی کمپو در تونس ۲۰۲۲ و ترکیه ۲۰۲۴ اشاره کرد.

## سوابق ورزشی
سمانه خجسته علاوه بر چندین قهرمانی در کشور، در سال ۱۳۸۹ به اردوی تیم ملی بزرگسالان ووشو دعوت شد. وی قهرمان موی‌تای کشور و قهرمان سه دوره کشتی سومو کشور در سال‌های ۱۳۹۷، ۹۹ و ۱۴۰۱ بوده است. وی از سال ۱۳۸۸ تا ۱۳۹۵ به مدت ۷ سال عضو تیم ملی بزرگسالان ووشو بوده است. وی مربی و داور ملی و بین‌المللی کوراش و دارنده کارت مربی‌گری کشتی آلیش و کلاسیک ووشو است.

## افتخارات
خجسته دارنده ۵ مدال طلا و یک نقره جهان در رشته رزمی کمپو است؛ وی در سال ۲۰۲۲ در مسابقات جهانی تونس موفق به کسب ۲ مدال طلا و ۱ مدال نقره وزن ۸۵+ کیلوگرم شده است؛ همچنین او در سال ۲۰۲۴ در مسابقات جهانی آنتالیای ترکیه موفق به کسب ۳ مدال طلا وزن ۷۵+ کیلوگرم شده است. وی در سال ۲۰۲۴ در مسابقات جهانی جایزه بزرگ کشتی با کمربند کورش قرقیزستان صاحب گردن آویز طلا وزن ۷۵+ شد. او در سال ۲۰۲۱ در مسابقات گرند اسلم کوراش هندوستان موفق به کسب مدال برنز شد. وی دارنده مدال طلای وزن ۷۵- کیلوگرم در مسابقات فستیوال جهانی هنرهای رزمی گرجستان در سال ۲۰۱۰ است. وی در سال ۲۰۱۷ در مسابقات رزمی کاپ جهانی ترکیه صاحب گردن آویز طلا وزن ۷۵- کیلوگرم شد.

## تورنمنت‌ها
- مسابقات جهانی کمپو در سال‌های ۱۴۰۱ و ۱۴۰۳
- مسابقات جهانی کشتی گورش قرقیزستان در سال ۱۴۰۳[۲۳]
- مسابقات قهرمانی کوراش آسیا هانگژو چین در سال ۱۴۰۲[۲۴]
- مسابقات گراپلینگ در بازی‌های رزمی کامبک گیمز ریاض عربستان در سال ۱۴۰۲[۲۵]
- مسابقات گرند اسلم کوراش هندوستان در سال ۱۴۰۰
- مسابقات فستیوال جهانی هنرهای رزمی گرجستان در سال ۱۳۸۹
- مسابقات کاپ جهانی ترکیه در سال ۱۳۹۶